# Börse München

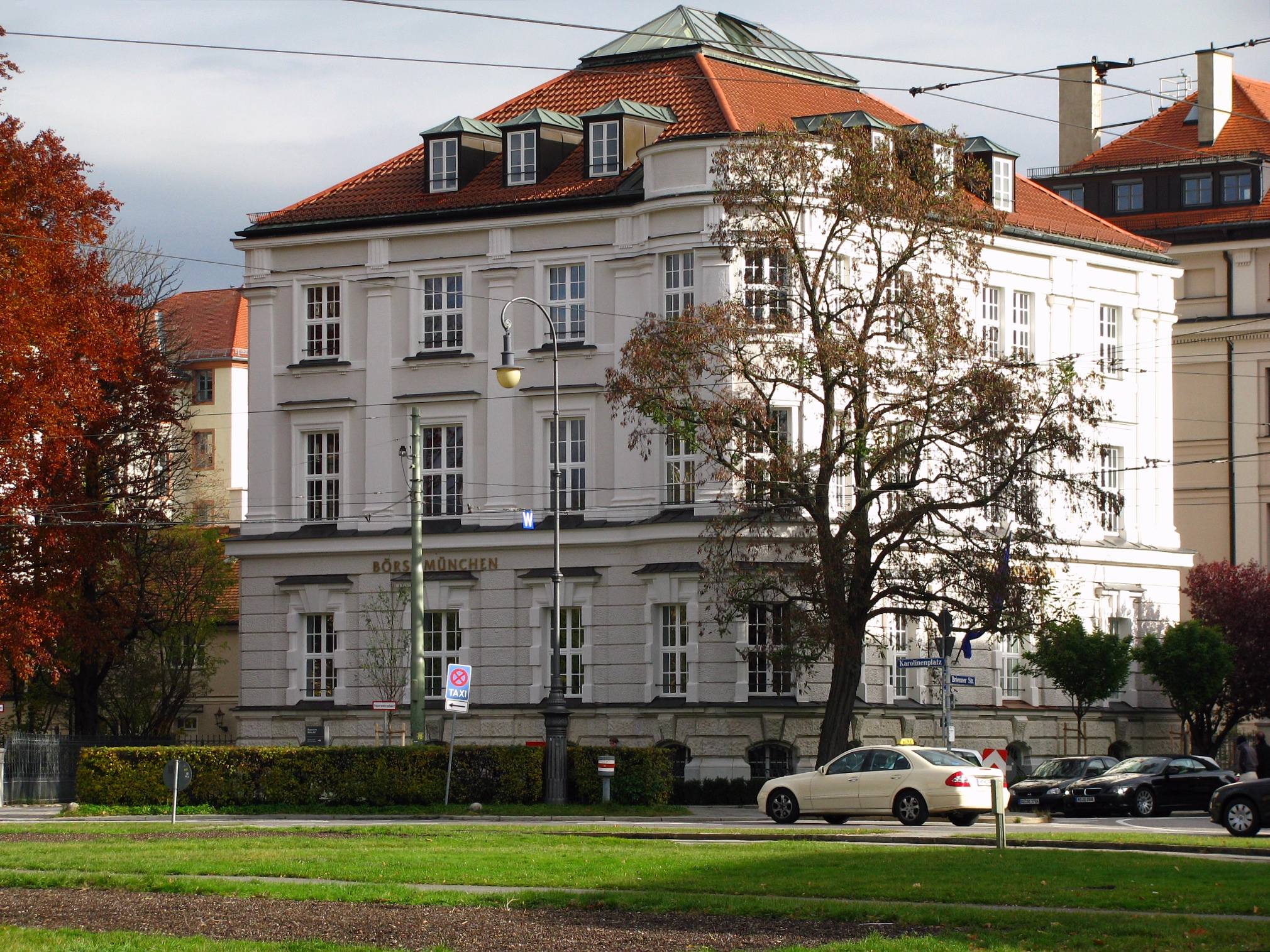
Börse München am Karolinenplatz (2009–2024)

An der Börse München werden Aktien, Investmentfonds, Anleihen, börsengehandelte Fonds (ETF) und börsengehandelte Rohstoffe (ETCs) gehandelt. Die Börse München ist Heimatbörse u. a. für die DAX-Aktiengesellschaften BMW, Allianz und Münchener Rück. Sie wurde am 16. Dezember 1830 gegründet, Träger ist die Bayerische Börse AG.

## Angebot
Die Börse München bietet mehr als 4.000 Kreditinstituten und Emittenten im deutschsprachigen Raum Zugang zum Primär- und Sekundärmarkt. Es werden mehr als 30.000 Wertpapiere (Aktien, Anleihen, ETFs, Fonds, ETNs) aus über 60 Ländern gehandelt. Seit 2005 betreibt die Börse München mit maccess (Eigenschreibweise m:access) ein Qualitätssegment für den Mittelstand.

## Geschichte
Die Ursprünge der Börse München reichen zurück ins Jahr 1830, als man im Rahmen der Münchener „Kaufmannsstube“ den geregelten Handel mit Wertpapieren aufnahm. Das anbrechende Industriezeitalter brachte Mobilität, neue Technologien öffnen neue Märkte. Bayern nahm dabei eine führende Rolle ein: Am 7. Dezember 1835 fuhr die erste deutsche Eisenbahn von Nürnberg nach Fürth; das Bahnnetz wurde bald landesweit ausgebaut. Den Boom dieser Jahre ermöglichte auch die Münchener Börse. Die jungen Unternehmen suchten Kapital für neue Investitionen und gründeten Aktiengesellschaften, die an der Börse notierten. Damals konnte jeder Anleger noch selbst Orders an der Börse platzieren. Ab 1840 verpflichtet man zunehmend Banken als „Intermediär“ zwischen Börse und Anleger. Im März 1869 gründeten unabhängige Kaufleute den Münchener Handelsverein anerkannter Verein, der Träger der Münchener Börse wurde. Er stellt den öffentlich-rechtlichen Betrieb der Börse sicher.
Im Jahr 1901 wurden die Räume in der Theatinerstraße/Ecke Maffeistraße zu klein, und die Börse zog in den neu gebauten Jugendstil-Prachtbau am Maximiliansplatz um, das Haus für Handel und Gewerbe. Heute befindet sich dort die IHK München. Während des Ersten Weltkriegs (1914–1918) blieb die Börse geschlossen.
Im Zuge der Gleichschaltung wurde die Münchener Börse 1935 mit der Augsburger Börse zur Bayerischen Börse zwangsfusioniert. Während des Zweiten Weltkriegs wurde der Börsenbetrieb nur vom 27. April bis 10. August 1945 unterbrochen. Die Bayerische Börse nahm nach dem Krieg als erste Börse den Handel wieder auf.

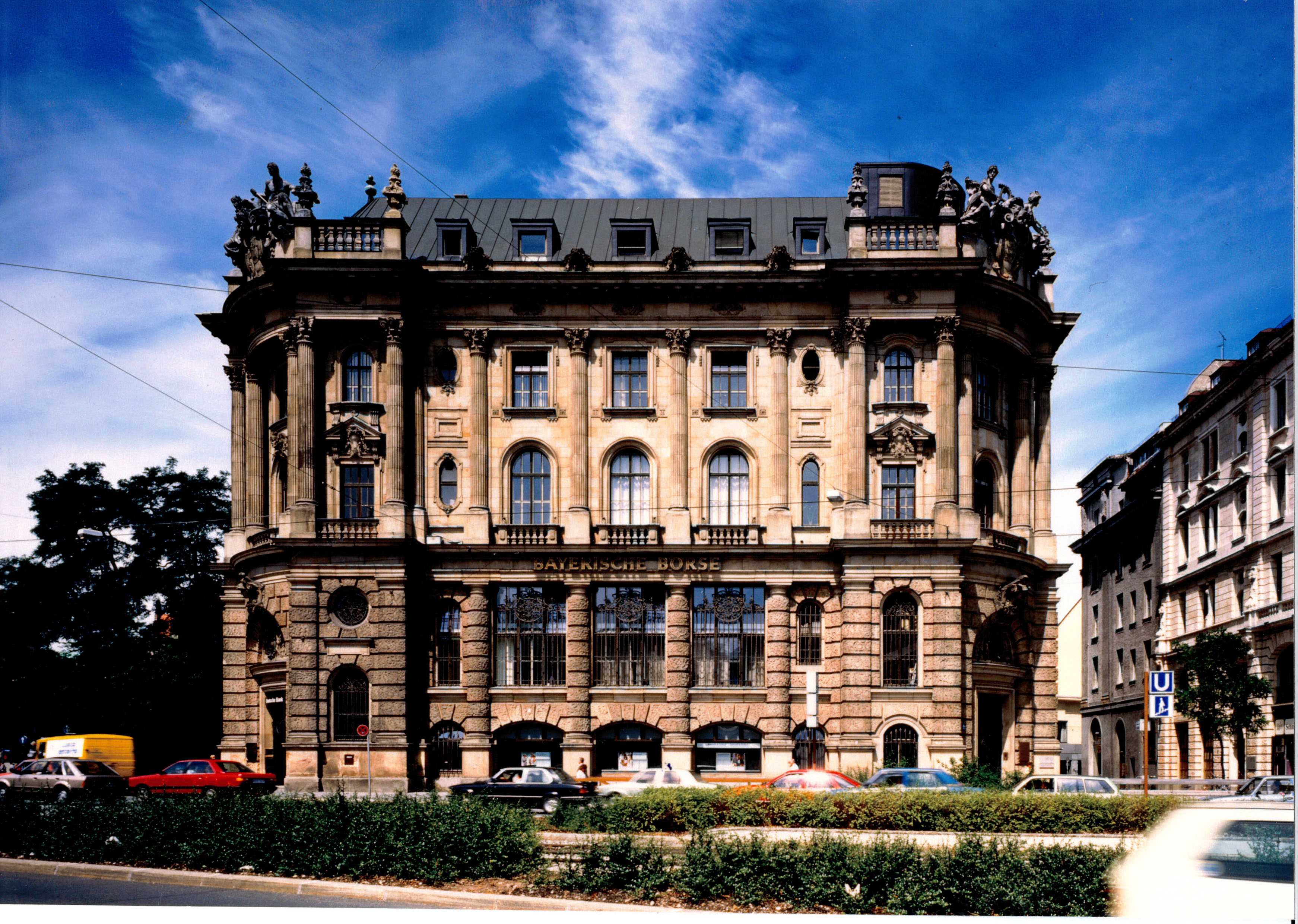
Ehemaliges Gebäude am Lenbachplatz (1963–2007)

1963 zog die Börse in den 1898 errichteten Neubarock-Bau am Lenbachplatz um (Neue Börse), der bis Oktober 2007 ihr Sitz war. Im Jahr 2000 wurde die Bayerische Börse neu organisiert, umstrukturiert und in eine Aktiengesellschaft überführt, deren alleiniger Aktionär die Münchener Handelsverein Holding GmbH & Co. KG des Münchener Handelsvereins ist. Am 2. Mai 2003 startete MAX-ONE, das elektronische Handelssystem der Börse München. Der neue Slogan der Börse München lautet „Alles fordern. München ordern.“ Am 16. Dezember 2005 feierte die Börse München ihr 175-jähriges Bestehen. Am 2. Mai 2006 startete der börsliche Handel mit Investmentfonds ohne Ausgabeaufschlag.
Von Juni 2009 bis 2024 ist die Börse München direkt am Karolinenplatz in der ehemaligen Hutschenreuther-Villa ansässig. Neues Domizil der Börse München ab Dezember 2024 ist die Alte Hopfenpost, das frühere Verkehrsministerium (München).
Im Januar 2015 startete die Bayerische Börse mit gettex ein zusätzliches Handelssystem, das sich speziell an kostenbewusste Privatanleger richtet. Auf gettex werden neben Aktien, Anleihen und Fonds hauptsächlich Zertifikate gehandelt. Diese strukturierten Wertpapiere werden durch Market Maker (die Emittenten dieser Produkte) durch das permanente Stellen von An- und Verkaufspreisen betreut. Mit Hilfe eines speziellen Zertifikatefinders können handelbare Produkte nach Basiswerten, Emittenten, Produkttypen, Strategien und Kennzahlen gefunden werden und über angeschlossene Banken gehandelt werden.
Die Börse München betreibt seitdem ein Spezialistenmodell (Börse München/MAX-ONE 2.0) und ein Market-Maker-Modell (gettex).

## Struktur und Organisation
Die Börse München hat einen privatrechtlichen Träger, die Bayerische Börse AG, und nimmt mit der Organisation des Börsenhandels öffentlich-rechtliche Aufgaben wahr. Dort sind Emittenten, Kredit- und Finanzdienstleistungsinstitute sowie Skontroführer engagiert. Damit können Marktteilnehmer und Kunden Einfluss auf strategische Entscheidungen nehmen.

## Handel
Der Kurs einer Aktie orientiert sich am Heimatmarkt (Referenzmarkt). Dadurch bekommt der Käufer in München immer den besten am Markt verfügbaren Preis. Als Referenzmarkt dient der Börse München der umsatzstärkste Markt im In- und Ausland. Für die Aktien der Deutschen Bank zum Beispiel ist das Xetra, für Telefonica die Madrider Börse oder für Apple die NASDAQ; dieser Markt gilt grundsätzlich als der liquideste Markt – mit den engsten Geld-Brief-Spannen. Die Börse München stellt sicher, dass die Order mindestens so gut ausgeführt wird wie am Referenzmarkt selbst.
Der Handel an der Börse München läuft seit 2003 über das eigene System MAX-ONE, ein vollelektronisches Handelssystem, das alle Orders automatisch gegeneinander ausführt. Zugleich können „Spezialisten“ (auch Skontroführer) korrigierend in das vollelektronische Matching-Verfahren eingreifen. Das System gewährleistet das Prinzip der „Best Execution“ (deutsch: Bestausführungsprinzip). Im Juli 2015 erfolgte der Releasewechsel auf MAX-ONE 2.0.
Am 16. Oktober 2023 wurde der Handel für alle Wertpapiergattungen auf 22 Uhr verlängert.

## Börsenzeiten
Die Börsenzeiten der Börse München sind:
- 8:00 bis 22:00 Uhr von Montag bis Freitag (außer Feiertage) für alle Wertpapiere

## Spezialisten der Börse
Spezialisten sind Wertpapierhandelsbanken, die nach dem Vorbild der New York Stock Exchange (NYSE) agieren. Sie stellen an der Börse München folgende Leistungen sicher:
- Vollausführungen der Orders
- Umfassende Liquidität, auch bei schlechten Marktlagen
- Ermittlung des besten Preises anhand von weltweiten Börsenplatzvergleichen.

Je weniger Umsatz in einem Wertpapier stattfindet, also je weniger liquide es ist, desto mehr Bedeutung kommt den Spezialisten zu. Sie stellen dann verbindliche An- und Verkaufskurse und garantieren so die kontinuierliche und sofortige Handelbarkeit der in München gehandelten Wertpapiere. Da sie immer als Gegenpartei eintreten, werden kurzfristige Marktungleichgewichte ausgeglichen.

## m:access
m:access ist das Marktsegment der Börse München für mittelständische Unternehmen. Es ist als segmentübergreifender, börsenregulierter Markt konzipiert. Der Einstieg erfolgt per IPO, Listing oder Wechsel aus einem anderen Segment. Die Zulassungsvoraussetzungen und -folgepflichten sind auf die Bedürfnisse des Mittelstandes abgestimmt. Die in m:access notierten Unternehmen bieten ihren Anlegern ein erhöhtes Maß an Transparenz und Sicherheit durch die von Börse vorgegebenen Folgepflichten.